# Скок увис
Скок увис је стандардна атлетска дисциплина за све добне категорије и оба пола. Састоји се од прескакања водоравно постављене летвице на тачно одређеној висини без икаквих помагала (за помагала види Скок мотком). Налази се на програму свих атлетских такмичења од школских до олимпијских на отвореном и затвореном простору..

## Историја
У хеленској агонистици скок увис је непознат. Међутим нека примитивна племена (пример Ватуси у западној Африци) скачу увис са мало повишеног одразишта (хумка термит и сл.) Скокови преко коња, копља и др. предмета познати су из епских песама разних народа, па и нашег. Зато се претпоставља да је скок увис врло давног порекла.
Први резултат скока увис у спортском смислу забележен је 1864 у Енглеској, а постигао га је (H. Gook — 1,75 м.
Прва званична правила су настала 1865. године. Технике скакања су се мењале од најстаријег скока маказицама, преко двоструких маказица са окретом, тзв. згрченом техником до данашњега леђног преласка летвице техником фозбeри флоп (Fosbury-flop) из 1968. године.
Две су основне врсте скока увис: без залета и из залета. Скок увис без залета данас служи као вежба, мада се раније појављивао на програмима многих такмичења. Од Олимпијских игара 1900. до 1912 Скок без залета је била и олимпијска дисциплина. На Олимпијским играма 1900. Реј Јури је из места постигао 1,65 м, освојио златну медаљу и дуго држао најбољи резултат на свету. У скоку из места скакач стоји бочно према летвици, замахује са обе руке и одразом са обе ноге скаче увис, да би у ваздуху тзв. маказицама, прескочио летвицу.
Први је 2 метра прескочио скоком из залета Џорџ Хорин 1912. године.. Први југословенски рекорд је поставио 1919. З. Грунд висином од 1,55 м.

## Правила такмичења
Одраз у скоку са залетом мора да буде изведен једном ногом. За сваку висину дозвољена су три покушаја. Такмичар сам утврђује на којој ће висини скакати (поједине висине може да пропушта). Ако три пута заредом сруши летвицу испада из такмичења. Висина се мери вертикално од подлоге до најнижег дела горње ивице летвице.
Ако два или више скакача заврше такмичење са истим резултатом, бољи пласман има онај који је последњу висину прескочио у мање покушаја. Ако су у томе једнаки онда бољи пласман има онај који има мање неуспелих покушаја. Ако је и то исто такмичари деле место пласмана.
Раније је било правило да у последњем случају када имају исти број неуспелих покушаја такмичари покушавају четврти пут прескоче висини коју претходно нису прескочили. Ако у томе не успеју летвица се спушта, а ако прескоче летвица се диже. Такмичари скачу само једанпут док један такмичар не победи.

## Светски рекорди
Први светски рекорд у атлетици ИААФ (International Association of Athletics Federations – Међународна атлетска федерација) је признала 1912. године. Обарање рекорда у скоку увис све је ређе. Тренутни рекорд код мушкараца је 2,45 метара а постигао га је Хавијер Сотомајор из Кубе у Саламанци 27. јула 1993. Код жена рекорд држи Јарослава Махучих из Украјине висином од 2,10 метара, а постигнут је на митингу у Паризу, 7. јула 2024.
Светски рекорд за мушкарце у скоку увис у дворани је 2,43 метара а постигао га је Хавијер Сотомајор из Кубе у Будимпешти 4. марта 1989. Код жена рекорд држи Кајса Бергквист из Шведске висином 2,08 у Арнштату, Немачка 4. фебруар 2006.

## Занимљивости
- Рут Беитија је на Летњим олимпијским играма 2016. постала најстарија атлетичарка (37 година), која је освојила златну медаљу у скоку увис, као и прва шпанска атлетичарка која је освојила златну медаљу на олимпијским играма у атлетици.
- Валериј Брумел је у периоду од две године 1961—1963. шест пута узастопно обарао светски рекорд у скоку увис пре него је освојио златну медаљу  на Летњим олимпијским играма 1964. у Токију.
- Румунска скакачица увис Јоланда Балаш је освојила 150 узастопних такмичења између 1957. и 1967. и поставила 14 светских рекорда застарелим стилом прескакања летвице  - „маказицама”. Освојила је и две златне медаље 1960. у Риму и 1964. у Токију, због чега је 2012. примљена у ИААФ Кућу славних.

## Апсолутни рекорди скока увис за мушкарце (на отвореном и у дворани)
Од 2000, ИААФ Правило 260.18с (раније 260.6.а) је измењено па светске рекорде на отвореном (насупрот светским рекордима у дворани) може да се постићи у објекту "са кровом или без њега“. тзв „апсолутни рекорд“. Ово је светска ранг листа првих 20 скакача увис (на отвореном или дворани) са стањем на дан 16. новембар 2024. године. (Напомена: неки атлетичари су више пута скочили увис у приказаном распону. Приказан је само најбољи резултат сваког атлетичара.)
| Ранг | Резултат | Атлетичар          | Датум рођења       | Националност     | Место                    | Датум              |
| ---- | -------- | ------------------ | ------------------ | ---------------- | ------------------------ | ------------------ |
| 1    | 2,45     | Хавијер Сотомајор  | 13. октобар 1967.  | Куба             | Саламанка, Шпанија       | 27. јул 1993.      |
| 2.   | 2,43     | Мутаз Еса Баршим   | 24. јун 1991.      | Катар            | Брисел, Белгија          | 5. септембар 2014. |
| 3.   | 2,42     | Патрик Шеберг      | 5. јануар 1965.    | Шведска          | Стокхолм, Шведска        | 30. јун 1987.      |
| 3.   | 2,42     | Карло Тренхард д   | 5. јул 1957.       | Западна Немачка  | Берлин, ДДР              | 26. фебруар 1988   |
| 3.   | 2,42     | Богдан Бондаренко  | 30. август 1989.   | Украјина         | Њујорк, САД              | 14. јун 2014.      |
| 6.   | 2,41     | Игор Паклин        | 15. јуни 1963.     | Совјетски Савез  | Кобе, Јапан              | 4. септембар 1985. |
| 7.   | 2,40     | Рудолф Поварницин  | 12. јун 1962.      | Совјетски Савез  | Доњецк, СССР             | 11. август 1985.   |
| 7.   | 2,40     | Сорин Матеј        | 6. јул 1963.       | Румунија         | Братислава, Чехословачка | 20. јун 1990.      |
| 7.   | 2,40     | Холис Конвеј д     | 8. јануар 1967.    | Сједињене Државе | Севиља, Шпанија          | 10. март 1991.     |
| 7.   | 2,40     | Чарлс Остин        | 19. децембар 1967. | Сједињене Државе | Цирих, Швајцарска        | 7. август 1991     |
| 7.   | 2,40     | Вјачеслав Вороњин  | 5. април 1974.     | Совјетски Савез  | Лондон, Енглеска         | 8. мај 2000.       |
| 7.   | 2,40     | Стефан Холм д      | 25. мај 1976.      | Шведска          | Мадрид, Шпанија          | 6. март 2005.      |
| 7.   | 2,40     | Алексеј Дмитрик д  | 12. април 1984.    | Русија           | Арнштат, Немачка         | 8. фебруар 2014.   |
| 7.   | 2,40     | Дерек Друен        | 6. март 1990.      | Канада           | Де Мојн, САД             | 25. април 2014.    |
| 7.   | 2,40     | Иван Ухов д        | 4. април 1986.     | Русија           | Пиреј, Грчка             | 25. фебруар 2009.  |
| 7.   | 2,40     | Андриј Проценко    | 20. мај 1988.      | Русија           | Лозана, Швајцарска       | 3. јун 2014.       |
| 7.   | 2,40     | Данил Лисенко      | 19. мај 1997.      |                  | Монако                   | 20. јул 2018.      |
| 18.  | 2,39     | Џу Ђанхуа          | 29. мај 1963.      | Кина             | Еберштат, Немачка        | 10. јун 1984.      |
| 18.  | 2,39     | Дитмар Мегенбург д | 15. август 1961.   | Западна Немачка  | Келн, Западна Немачка    | 24. фебруар 1985.  |
| 18.  | 2,39     | Ралф Сон д         | 17. јануар 1967.   | Немачка          | Берлин, Немачка          | 1. март 1991.      |
| 18.  | 2,39     | Ђанмарко Тамбери   | 1. јун 1992.       | Италија          | Монако                   | 15. јул 2016.      |

***Напомена: д означава да је резултат остварен у затвореном простору (у дворани)

## Светски и континентални рекорди скока увис на отвореном за мушкарце
(Стање 16. новембар 2024).
| Рекорд                  | Резултат | Атлетичар         | Националност                        | Место                 | Датум              |
| ----------------------- | -------- | ----------------- | ----------------------------------- | --------------------- | ------------------ |
| Светски рекорд          | 2,45     | Хавијер Сотомајор | Куба                                | Саламанка, Шпанија    | 27. јул 1993.      |
| Афрички рекорд          | 2,38     | Жак Фреитаг       | Јужна Африка                        | Оудшорн, Јужна Африка | 5. март 2005.      |
| Азијски рекорд          | 2,43     | Мутаз Еса Баршим  | Катар                               | Брисел, Белгија       | 5. септембар 2014. |
| Северноамерички рекорд  | 2,45     | Хавијер Сотомајор | Куба                                | Саламанка, Шпанија    | 27. јул 1993.      |
| Јужноамерички рекорд    | 2,33     | Гилмар Мајо       | Колумбија                           | Перејра, Колумбија    | 17. октобар 1994.  |
| Европски рекорд         | 2,42     | Патрик Шеберг     | Шведска                             | Стокхолм, Шведска     | 30. јун 1987.      |
| Европски рекорд         | 2,42     | Богдан Богдаренко | Украјина                            | Њујорк, САД           | 14. јун 2014.      |
| Океанијски рекорд       | 2,36     | Тим Форсајт       | Аустралија                          | Мелбурн, Аустралија   | 2. март 1997.      |
| Океанијски рекорд       | 2,36     | Брендон Старк     | Аустралија                          | Еберштат, Немачка     | 26. август 2018.   |
| Нацонални рекорд Србије | 2,38     | Драгутин Топић    | Србија, · АК Црвена звезда, Београд | Београд, Србија       | 1. август 1993.    |

## Листа најбољих резултата у скоку увис за мушкарце на отвореном
Ово је листа атлетичара који су скакали увис више од 2,40 метара, са стањем на дан 16. новембар 2024. године. (Напомена: неки атлетичари су више пута скочили увис у приказаном распону. Приказан је само најбољи резултат сваког атлетичара.)
| Ранг | Резултат | Атлетичар         | Датум рођења       | Националност     | Место                    | Датум              |
| ---- | -------- | ----------------- | ------------------ | ---------------- | ------------------------ | ------------------ |
| 1    | 2,45     | Хавијер Сотомајор | 13. октобар 1967.  | Куба             | Саламанка, Шпанија       | 27. јул 1993.      |
| 2.   | 2,43     | Мутаз Еса Баршим  | 24. јун 1991.      | Катар            | Брисел, Белгија          | 5. септембар 2014. |
| 3.   | 2,42     | Патрик Шеберг     | 5. јануар 1965.    | Шведска          | Стокхолм, Шведска        | 30. јуни 1987.     |
| 3.   | 2,42     | Богдан Бондаренко | 30. август 1989    | Украјина         | Њујорк, САД              | 14. јун 2014.      |
| 5.   | 2,41     | Игор Паклин       | 15. јуни 1963.     | Совјетски Савез  | Кобе, Јапан              | 4. септембар 1985  |
| 5.   | 2,41     | Иван Ухов         | 29. март 1986.     | Русија           | Доха, Катар              | 9. мај 2014.       |
| 7.   | 2,40     | Рудолф Поварницин | 12. јун 1962.      | Совјетски Савез  | Доњецк, СССР             | 11. август 1985.   |
| 7.   | 2,40     | Сорин Матеј       | 6. јул 1963.       | Румунија         | Братислава, Чехословачка | 20. јун 1990.      |
| 7.   | 2,40     | Чарлс Остин       | 19. децембар 1967. | Сједињене Државе | Цирих, Швајцарска        | 7. август 1991     |
| 7.   | 2,40     | Вјачеслав Вороњин | 5. април 1974.     | Совјетски Савез  | Лондон, Енглеска         | 8. мај 2000.       |
| 7.   | 2,40     | Дерек Друен       | 6. март 1990.      | Канада           | Де Мојн, САД             | 25. април 2014.    |
| 7.   | 2,40     | Андриј Проценко   | 20. мај 2008.      | Русија           | Лозана, Швајцарска       | 3. јун 2014.       |

## Светски и континентални рекорди скока увис у дворани за мушкарце
(Стање 16. новембар 2024).
|     | Резултат | Атлетичар         | Националност                       | Место                         | Датум             |
| --- | -------- | ----------------- | ---------------------------------- | ----------------------------- | ----------------- |
| СР  | 2,43     | Хавијер Сотомајор | Куба                               | Будимпешта, Мађарска          | 4. март 1989.     |
| ЕР  | 2,42     | Карло Тренхард    | Западна Немачка                    | Берлин, Западна Немачка       | 26. фебруар 1988  |
| САР | 2,43     | Хавијер Сотомајор | Куба                               | Будимпешта, Мађарска          | 4. март 1989.     |
| ЈАР | 2,31     | Тијаго Моура      | Бразил                             | Београд, Србија               | 20. март 2022.    |
| АФР | 2,32     | Ентони Идиата     | Нигерија                           | Патрас, Грчка                 | 15. фебруар 2000. |
| АЗР | 2,41     | Мутаз Еса Баршим  | Катар                              | Атлон, Ирска                  | 18. фебруар 2015. |
| ОКР | 2,36     | Хамиш Кер         | Нови Зеланд                        | Глазгов, Уједињено Краљевство | 3. март 2024.     |
| РС  | 2,35     | Драгутин Топић    | Србија · АК Црвена звезда, Београд | Стокхолм, Шведска             | 10. март 1996.    |

## Листа најбољих резултата у скоку увис за мушкарце у дворани
Ово је листа атлетичара који су скакали увис више од 2,39 метара, са стањем на дан 16. новембар 2024. године. (Напомена: неки атлетичари су више пута скочили увис у приказаном распону. Приказан је само најбољи резултат сваког атлетичара.)
| Ранг | Резултат | Атлетичар         | Датум рођења      | Националност     | Место                 | Датум             |
| ---- | -------- | ----------------- | ----------------- | ---------------- | --------------------- | ----------------- |
| 1    | 2,43     | Хавијер Сотомајор | 13. октобар 1967. | Куба             | Будимпешта, Мађарска  | 4. март 1989.     |
| 2.   | 2,42     | Карло Тренхард    | 5. јул 1957.      | Западна Немачка  | Берлин, ДДР           | 26. фебруар 1988  |
| 3.   | 2,41     | Патрик Шеберг     | 5. јануар 1965.   | Шведска          | Пиреј, Грчка          | 1. фебруар 1987.  |
| 3.   | 2,41     | Мутаз Еса Баршим  | 24. јун 1991.     | Катар            | Алтон, Ирска          | 18. фебруар 2015. |
| 5.   | 2,40     | Холис Конвеј      | 8. јануар 1967.   | Сједињене Државе | Севиља, Шпанија       | 10. март 1991.    |
| 5.   | 2,40     | Стефан Холм       | 25. мај 1976.     | Шведска          | Мадрид, Шпанија       | 6. март 2001.     |
| 5.   | 2,40     | Алексеј Дмитрик   | 12. април 1984.   | Русија           | Арнштат, Немачка      | 8. фебруар 2014.  |
| 5.   | 2,40     | Иван Ухов         | 4. април 1986.    | Русија           | Пиреј, Грчка          | 25. фебруар 2009. |
| 9.   | 2,39     | Дитмар Мегенбург  | 15. август 1961.  | Немачка          | Келн, Западна Немачка | 24. фебруар 1985. |
| 9.   | 2,39     | Ралф Сон          | 17. јануар 1967.  | Немачка          | Берлин, Немачка       | 1. март 1991      |

## Апсолутни рекорди скока увис за жене (на отвореном и у дворани)
Од 2000, ИААФ Правило 260.18с (раније 260.6.а) је измењено па светске рекорде на отвореном (насупрот светским рекордима у дворани) може да се постићи у објекту "са кровом или без њега“. тзв „апсолутни рекорд“. Ово је светска ранг листа првих 20 скакачица увис (на отвореном или дворани) са стањем на дан 16. новембар 2024. године. године. (Напомена: неке атлетичарке су више пута скочиле увис у приказаном распону. Приказан је само најбољи резултат сваке атлетичарке.)
| Ранг | Резултат | Атлетичарка              | Датум рођења        | Националност     | Место                     | Датум               |
| ---- | -------- | ------------------------ | ------------------- | ---------------- | ------------------------- | ------------------- |
| 1.   | 2,10     | Јарослава Махучих        | 19. септембар 2001. | Украјина         | Париз, Француска          | 7. јул 2024.        |
| 2.   | 2,09     | Стефка Костадинова       | 25. март 1965.      | Бугарска         | Рим, Италија              | 30. август 1987.    |
| 3.   | 2,08     | Кајса Бергквист д        | 12. октобар 1976.   | Шведска          | Arnstadt, Немачка         | 4. фебруар 2006.    |
| 3.   | 2,08     | Бланка Влашић            | 8. новембар 1983.   | Хрватска         | Загреб, Хрватска          | 31. август 2009.    |
| 5.   | 2,07     | Људмила Андонова         | 6. мај 1960.        | Бугарска         | Берлин, ДДР               | 20. јул 1984.       |
| 5.   | 2,07     | Хејке Хенкел д           | 5. мај 1964.        | Немачка          | Карлсруе, Немачка         | 8. фебруар 1992.    |
| 5.   | 2,07     | Ана Чичерова             | 22. јул 1982.       | Русија           | Чебоксари, Русија         | 22. јул 2011.       |
| 8.   | 2,06     | Хестри Клуте             | 26. август 1978.    | Јужна Африка     | Париз, Француска          | 21. август 2003.    |
| 8.   | 2,06     | Јелена Слесаренко        | 28. фебруар 1982.   | Русија           | Атина, Грчка              | 28. август 2004.    |
| 8.   | 2,06     | Аријана Фридрих д        | 10. јануар 1984.    | Немачка          | Берлин, Немачка           | 15. фебруар 2009.   |
| 8.   | 2,06     | Марија Ласицкене         | 14. јануар 1993.    | Русија           | Лозана, Швајцарска        | 7. јул 2017.        |
| 12.  | 2,05     | Тамара Бикова            | 21. децембар 1958.  | Совјетски Савез  | Кијев, СССР               | 22. јун 1984.       |
| 12.  | 2,05     | Инга Бабакова            | 26. јуни 1967.      | Украјина         | Токио, Јапан              | 15. септембар 1995. |
| 12.  | 2,05     | Тија Хелебаут            | 28. фебруар 1982.   | Белгија          | Пекинг, НР Кина           | 23. август 2008.    |
| 12.  | 2,05     | Шонте Хауард             | 12. јануар 1984.    | Сједињене Државе | Де Мојн, САД              | 26. јун 2010.       |
| 16.  | 2,04     | Силвија Коста            | 4. мај 1964.        | Куба             | Кијев, СССР               | 22. јун 1984.       |
| 16.  | 2,04     | Алина Астафеи д          | 7. јун 1959.        | Немачка          | Берлин, Немачка           | 5. март 1995.       |
| 16.  | 2,04     | Венелина Венева-Матејева | 13. јун 1974.       | Бугарска         | Каламата, Грчка           | 2. јун 2002.        |
| 16.  | 2,04     | Антонијета ди Мартино    | 1. јун 1978.        | Италија          | Банска Бистрица, Словачка | 9. фебруар 2011.    |
| 16.  | 2,04     | Ирина Гордејева          | 9. октобар 1986.    | Русија           | Еберштат, Немачка         | 19. август 2012.    |
| 16.  | 2,04     | Бриџита Барет            | 24. децембар 1990.  | Сједињене Државе | Де Мојн, САД              | 22. јун 2013.       |

***Напомена: д означава да је резултат остварен у затвореном простору (у дворани)

## Листа најбољих резултата у скоку увис за жене на отвореном
Ово је листа атлетичарки које су скакале увис више од 2,05 метра, са стањем на дан 16. новембар 2024. године. (Напомена: неке атлетичарке су више пута скочиле увис у приказаном распону. Приказан је само најбољи резултат сваке атлетичарке.)
| Ранг | Резултат | Атлетичарка        | Датум рођења        | Националност     | Место              | Датум               |
| ---- | -------- | ------------------ | ------------------- | ---------------- | ------------------ | ------------------- |
| 1.   | 2,10     | Јарослава Махучих  | 19. септембар 2001. | Украјина         | Париз, Француска   | 7. јул 2024.        |
| 2.   | 2,09     | Стефка Костадинова | 25. март 1965.      | Бугарска         | Рим, Италија       | 30. август 1987.    |
| 3.   | 2,08     | Бланка Влашић      | 8. новембар 1983.   | Хрватска         | Загреб, Хрватска   | 31. август 2009.    |
| 4.   | 2,07     | Људмила Андонова   | 6. мај 1960.        | Бугарска         | Берлин, ДДР        | 20. јули 1984.      |
| 4.   | 2,07     | Ана Чичерова       | 22. јули 1982.      | Русија           | Чебоксари, Русија  | 22. јул 2011.       |
| 6.   | 2,06     | Кајса Бергквист    | 12. октобар 1976.   | Шведска          | Eberstadt, Немачка | 26. јули 2003.      |
| 6.   | 2,06     | Хестри Клуте       | 26. август 1978.    | Јужна Африка     | Париз, Француска   | 21. август 2003.    |
| 6.   | 2,06     | Јелена Слесаренко  | 28. фебруар 1982.   | Русија           | Атина, Грчка       | 28. август 2004.    |
| 6.   | 2,06     | Аријана Фридрих    | 10. јануар 1984.    | Немачка          | Берлин, Немачка    | 14. јуни 2009.      |
| 6.   | 2,06     | Марија Ласицкене   | 14. јануар 1993.    | Русија           | Лозана, Швајцарска | 7. јул 2017.        |
| 11.  | 2,05     | Тамара Бикова      | 21. децембар 1958.  | Совјетски Савез  | Кијев, СССР        | 22. јуни 1984.      |
| 11.  | 2,05     | Хејке Хенкел       | 5. мај 1964.        | Немачка          | Токио, Јапан       | 31. август 1981.    |
| 11.  | 2,05     | Инга Бабакова      | 26. јуни 1967.      | Украјина         | Токио, Јапан       | 15. септембар 1995. |
| 11.  | 2,05     | Тија Хелебаут      | 28. фебруар 1982.   | Белгија          | Пекинг, НР Кина    | 23. август 2008.    |
| 11.  | 2,05     | Шонте Хауард       | 12. јануар 1984.    | Сједињене Државе | Де Мојн, САД       | 26. јун 2010.       |

## Листа најбољих резултата у скоку увис за жене у дворани
Ово је листа атлетичарки које су у дворани скакале увис више од 2,03 метра, са стањем на дан 16. новембар 2024. године. (Напомена: неке атлетичарке су више пута скочиле увис у приказаном распону. Приказан је само најбољи резултат сваке атлетичарке.)
| Ранг | Резултат | Атлетичарка           | Датум рођења        | Националност      | Место                    | Датум             |
| ---- | -------- | --------------------- | ------------------- | ----------------- | ------------------------ | ----------------- |
| 1.   | 2,08     | Кајса Бергквист       | 12. октобар 1976.   | Шведска           | Arnstadt, Немачка        | 4. фебруар 2006.  |
| 2.   | 2,07     | Хејке Хенкел          | 5. мај 1964.        | Немачка           | Карлсруе, Немачка        | 8. фебруар 1992.  |
| 3.   | 2,06     | Стефка Костадинова    | 25. март 1965.      | Бугарска          | Атина, Грчка             | 20. фебруар 1988. |
| 3.   | 2,06     | Бланка Влашић         | 8. новембар 1983.   | Хрватска          | Арнштат, Немачка         | 6. фебруар 2010.  |
| 3.   | 2,06     | Ана Чичерова          | 22. јули 1982.      | Русија            | Арнштат, Немачка         | 4. фебруар 2012.  |
| 3.   | 2,06     | Јарослава Махучих     | 19. септембар 2001. | Украјина          | Банска Бистрица Словачка | 2. фебруар 2021.  |
| 7.   | 2,05     | Тија Хелебаут         | 28. фебруар 1982.   | Белгија           | Бирмингем, Енглеска      | 23. август 2008.  |
| 7.   | 2,05     | Аријана Фридрих       | 10. јануар 1984.    | Немачка           | Карлсруе, Немачка        | 15. фебруар 2009. |
| 7.   | 2,05     | Марија Ласицкене      | 14. јануар 1993.    | Русија            | Москва, Русија           | 9. фебруар 2020.  |
| 10.  | 2,04     | Алина Астафеи         | 7. јули 1969.       | Румунија/ Немачка | Берлин, Немачка          | 3. март 1995.     |
| 10.  | 2,04     | Јелена Слесаренко     | 28. фебруар 1982.   | Русија            | Будимпешта, Мађарска     | 7. март 2004.     |
| 10.  | 2,04     | Антонијета ди Мартино | 1. јун 1978.        | Италија           | Бањска Бистрица, Чешка   | 9. фебруар 2011.  |
| 13.  | 2,03     | Тамара Бикова         | 21. децембар 1958.  | Совјетски Савез   | Будимпешта, Мађарска     | 6. март 1983.     |
| 13.  | 2,03     | Моника Јагар          | 2. април 1973.      | Румунија          | Букурешт, Румунија       | 23. јануар 1999.  |
| 13.  | 2,03     | Марина Купцова        | 14. децембар 1981.  | Русија            | Беч, Аустрија            | 2. март 2002.     |

## Женски рекорди у скоку увис на отвореном
(стање 16. новембар 2024)
|     | Резултат | Атлетичарка         | Националност               | Место             | Датум               |
| --- | -------- | ------------------- | -------------------------- | ----------------- | ------------------- |
| СР  | 2,10     | Јарослава Махучих   | Украјина                   | Париз, Француска  | 7. јул 2024.        |
| ОР  | 2,06     | Јелена Слесаренко   | Русија                     | Атина, Грчка      | 28. август 2004.    |
| ЕР  | 2,10     | Јарослава Махучих   | Украјина                   | Париз, Француска  | 7. јул 2024.        |
| САР | 2,05     | Шонте Хауард        | Сједињене Државе           | Де Мојн, САД      | 26. јун 2010.       |
| ЈАР | 1,96     | Соланж Витевен      | Аргентина                  | Ористано Италија  | 8. септембар 1997.  |
| АФР | 2,06     | Хестри Клуте        | Јужна Африка               | Париз, Француска  | 21. август 2003.    |
| АЗР | 2,00     | Надежда Дубовицкаја | Казахстан                  | Алмати, Казахстан | 8. јун 2021.        |
| ОКР | 2,03     | Никола Олислагерс   | Аустралија                 | Јуџин, САД        | 17. септембар 2023. |
| РС  | 1,98     | Ангелина Топић      | Србија · Топ џамп, Београд | Маракеш, Мароко   | 19. мај 2024.       |
| РС  | 1,98     | Ангелина Топић      | Србија · Топ џамп, Београд | Париз, Француска  | 7. јул 2024.        |

## Женски рекорди у скоку увис у дворани
(стање 16. новембар 2024)
|     | Резултат | Атлетичарка         | Националност               | Место                           | Датум              |
| --- | -------- | ------------------- | -------------------------- | ------------------------------- | ------------------ |
| СР  | 2,08     | Кајса Бергквист     | Шведска                    | Arnstadt, Немачка               | 4. фебруар 2006.   |
| ЕР  | 2,08     | Кајса Бергквист     | Шведска                    | Arnstadt, Немачка               | 4. фебруар 2006.   |
| САР | 2,02     | Шонте Хауард Лоу    | Сједињене Државе           | Албукерки, САД                  | 12. фебруар 2012.  |
| ЈАР | 1,94     | Соланж Витевен      | Аргентина                  | Ористано Италија                | 8. септембар 1997. |
| АФР | 1,97     | Хестри Клуте        | Јужна Африка               | Бирмингем, Уједињено Краљевство | 18. фебруар 2001.  |
| АЗР | 1,98     | Светлана Залевска   | Казахстан                  | Самара, Русија                  | 2. март 1996.      |
| АЗР | 1,98     | Надежда Дубовицкаја | Казахстан                  | Београд, Србија                 | 19. март 2022.     |
| ОКР | 2,00     | Еленор Патерсон     | Аустралија                 | Београд, Србија                 | 19. март 2022.     |
| РС  | 1,97     | Ангелина Топић      | Србија · Топ џамп, Београд | Банска Бистрица, Словачка       | 13. фебруар 2024.  |

## Освајачи медаља у скоку увис на највећим такмичењима

### Олимпијске игре
- Жене
- Мушкарци

### Светска првенства (на отвореном)
- Жене
- Мушкарци

### Светска првенства (у дворани)
- Жене
- Мушкарци

### Европска првенства (на отвореном)
- Жене
- Мушкарци

### Европска првенства (у дворани)
- Жене
- Мушкарци

## Развој рекорда у скоку увис

### Жене
- Развој светског рекорда у скоку увис за жене на отвореном
- Развој светског рекорда у скоку увис у дворани за жене
- Развој рекорда европских првенстава у атлетици на отвореном — скок увис за жене
- Развој рекорда европских првенстава у атлетици у дворани — скок увис за жене
- Национални рекорди у скоку увис за жене на отвореном
- Национални рекорди у скоку увис у дворани за жене

### Мушкарци
- Развој светског рекорда у скоку увис за мушкарце на отвореном
- Развој светског рекорда у скоку увис за мушкарце у дворани
- Развој рекорда светских првенстава у атлетици на отвореном — скок увис за мушкарце
- Развој рекорда европских првенстава у атлетици на отвореном — скок увис за мушкарце
- Развој рекорда европских првенстава у атлетици у дворани — скок увис за мушкарце
- Национални рекорди у скоку увис на отвореном за мушкарце
- Национални рекорди у скоку увис у дворани за мушкарце

## Снимци
- Светски рекорд Хавијера Сотомајора
- Светски рекорд Јарославе Махучих